# ミッキーのつむじ風
『ミッキーのつむじ風』（原題：The Little Whirlwind）は、ウォルト・ディズニー・プロダクション（現：ウォルト・ディズニー・カンパニー）が制作した1941年2月14日公開のアニメーション短編映画作品。ミッキーマウスの短編映画シリーズの一作品である。

## あらすじ
ある日、ミニーはケーキを作っていた。そんな頃、ミッキーは口笛を吹きながら陽気に歩いているとケーキのおいしそうなにおいにつられてミニーの家へとやって来る。ミッキーはミニーの家をのぞくとその脇にはおいしそうなケーキが。食べさせてもらおうとするが、ミニーは「怠け者にはあげない」と冷たく追い返す。そんな彼女にミッキーは庭を掃除することを条件でケーキをもらうことにし、ミニーは承知した。
ミッキーは庭の落ち葉を掃除し始めるが、そこに子供のようなつむじ風が悪戯をしてミッキーの落ち葉掃除の邪魔をし始める。更にはミッキーをからかい、大事なかごで遊び出し、果てには落ち葉を行進させる始末。ミッキーはつむじ風を追い払おうと待ち構えて袋に閉じ込めるも、それすらも軽くあしらわれてしまうのであった。
業を煮やしたミッキーは掃除用具を振り回しながらつむじ風を追い回すも、そこへ母親らしき巨大なつむじ風が現れ、ミッキーは逃げ惑う。巨大なつむじ風はいろいろなものを巻き込みながら追い回し、追い詰められたミッキーは遂には飲み込まれてしまい、噴水へと捨てられる。
一方、ケーキを完成させたミニーが外へ出てみると驚くほど庭は荒らされたように酷い有様。噴水に乗り上げられているミッキーを見て、憤慨するミニー。自分を睨むミニーを見て、ミッキーはこれではケーキはもらえないと後ずさりをするも、そんなミニーはあげると言ってケーキをミッキーに投げつける。乱暴な形でケーキを手に入れたミッキーは「どうも」と言わんばかりに、自分の頭の上に乗っかったケーキの上にあるチェリーを食べるのであった。

## 登場キャラクター
| キャラクター   | 原語版               | 日本テレビ版 | ポニー・ バンダイ版 | BVHE旧版 | BVHE新版 |
| -------------- | -------------------- | ------------ | ------------------- | -------- | -------- |
| ミッキーマウス | ウォルト・ディズニー | 山田栄子     | 後藤真寿美          | 納谷六朗 | 青柳隆志 |
| ミニーマウス   | テルマ・ボードマン   | ?            | 土井美加            | 水谷優子 | 水谷優子 |
| ナレーション   | -                    | -            | 江原正士            | -        | -        |

## 日本での公開

### 1977年上映
『ミッキーマウスとドナルドダック（Ⅱ）』においては、『つむじ風の親子』と改題し、1977年3月19日より4月1日迄公開の「ディズニー名作オンパレード」で公開。
- 『脱線あしか騒動』
- 『クマのプーさん』
- 『まぼろしの怪獣ネッシー』
- ミッキーマウスとドナルドダック（Ⅱ）
  - 『子りすのどんぐり合戦』
  - 『プルートと小鳥の坊や』
  - 『ドナルドのずっこけゴルフ』
  - 『がんばれ!みつばち』

### 1992年上映
『ミッキーのたつまき騒動』と改題し、1992年4月25日公開の「夢のファンタジーワールド」で公開。
- 『シンデレラ』
- 『きんぎょ注意報!』
- 『キャンディ・キャンディ』

## 収録
- 『夢と魔法の宝石箱 ミッキーとミニー』（VHS、DHV Japan, Ltd.、納谷吹き替え版）
- 『Disney ミッキーマウス/70thアニバーサリー・アルバム』（VHS、ブエナ ビスタ ホーム エンターテイメント、青柳吹き替え版）
- 『みんなだいすき ミッキー!』（VHS・DVD、ブエナ ビスタ ホーム エンターテイメント、青柳吹き替え版）
- 『ミッキーマウス／カラー・エピソード Vol.2 限定保存版』（DVD、ブエナ ビスタ ホーム エンターテイメント、青柳吹き替え版）
- 『セレブレーション! ミッキーマウス』（DVD・Blu-ray、ウォルト・ディズニー・ジャパン、青柳吹き替え版）